# 통가자
통가자(通假字)는 나타내고자 하는 뜻의 글자가 이미 만들어져 있는데 글자를 쓰는 사람이 쓰려고 할 때 생각나지 않아서 뜻은 다르나 발음이 같은 글자를 빌려 쓴 것이다. 예컨대 ‘남에게 음식을 대접하다’가 본의인 ‘氣(기)’가 ‘기운’을 뜻하는 ‘气(기)’ 대신 쓰인 것, ‘연잎’이 본의인 ‘荷(하)’가 ‘메다’를 뜻하는 ‘何(하)’ 대신 쓰인 것, ‘물고기의 한 종류’가 본의인 ‘鮮(선)’이 ‘드물 尟(선)’이나 ‘신선할 鱻(선)’ 대신 쓰인 것 등 매우 많다. 이런 것을 ‘본유기자(本有其字)의 가차’라 하는데 ‘통가자(通假字)’라 부르기도 한다. 고서적 가운데 이러한 현상은 상당히 많다.